# داريل بييل
داريل بييل هو سياسي أمريكي، ولد في 11 ديسمبر 1946 في فورت دودج في الولايات المتحدة. نشط حزبياً في Iowa Democratic Party ‏ والحزب الديمقراطي. وقد انتخب عضو مجلس ولاية آيوا ‏.